# Ґем (роман)
«Ґем» (нім. Gam) — роман Еріха Марії Ремарка, написаний в 1924 році виданий посмертно в 1998 році.
Ґем, головна героїня однойменного роману, подорожує світом і відвідує Париж, В'єтнам, Сінгапур і Луксор, намагаючись знайти свою любов. У «Ґем» Ремарк намагається розібратися в принципах та пріоритетах вільної жінки, одночасно незалежної та залежної від світу чоловіків.